# Acacesia cornigera
Acacesia cornigera es una especie de araña de la familia Araneidae.

## Localización
Esta especie de araña se distribuye desde México a Brasil, Guyana Francesa y Guyana.